# Nicole Struse
Nicole Struse (Haan, 31 mei 1971) is een Duits tafeltennisster. Ze werd in 1996 Europees kampioene in zowel het enkelspel, dubbelspel (met Elke Schall) als in het landentoernooi. Die laatste twee titels prolongeerde ze op het volgende EK. De Duitse won in 2004 de Europa Top-12, waarop ze in 1998 en 2002 verliezend finaliste was.
De rechtshandige Struse speelde in clubverband competitiewedstrijden voor de Duitse clubs SSVg Haan, TTC Fortuna Solingen, DSC Kaiserberg, Weiß-Rot-Weiß Kleve, Spvg Steinhagen, TSG Dülmen, Assistance Coesfeld en FSV Kroppach en voor Montpellier TT in de Franse Pro A. Ze nam voor Duitsland deel aan de Olympische Spelen van 1992, 1996, 2000 en 2004, met een kwartfinaleplaats in '96 als beste resultaat.

## Erelijst
Belangrijkste titels:
- Europees kampioene enkelspel 1996
- Europees kampioene dubbelspel 1996 en 1998 (beide met Elke Schall)
- Europees kampioene landenploegen 1996 en 1998 (met Duitsland)
- Winnaar Europa Top-12 in 2004
- Verliezend finalist World Team Cup 1994 (met Duitsland)
- Verliezend finalist Brazilië Open 2002 in het kader van de ITTF Pro Tour.